# Heteropholis sulcata
Heteropholis sulcata är en gräsart som först beskrevs av Otto Stapf, och fick sitt nu gällande namn av Charles Edward Hubbard. Heteropholis sulcata ingår i släktet Heteropholis och familjen gräs. Inga underarter finns listade i Catalogue of Life.